# Kalverhekkenpoort
De Kalverhekkenpoort is een voormalige stadspoort in de stadsmuur van Kampen. De poort was gelegen aan de Kalverhekkenweg en stadsgracht de Burgel. Door stadsuitbreiding verloor de poort haar verdedigingsfunctie en werd uiteindelijk afgebroken. De Cellebroederspoort en Broederpoort daarentegen werden in 1465 verplaatst naar de toenmalige nieuwe stadsgrens.